# Judo-Afrikameisterschaften 2014
Die Judo-Afrikameisterschaften 2014 fanden am 26. und 27. Juni 2014 im mauritischen Port Louis statt.

## Ergebnisse

### Männer
| Gewichtsklasse                 | Gold                 | Silber                | Bronze                             |
| ------------------------------ | -------------------- | --------------------- | ---------------------------------- |
| Superleichtgewicht (bis 60 kg) | Fraj Dhouibi         | Ayoub El-Idrissi      | Yassine Moudatir Mohamed Rebahi    |
| Halbleichtgewicht (bis 66 kg)  | Mohamed Abdelmawgoud | Houcem Khalfaoui      | Fethi Nourine Houd Zourdani        |
| Leichtgewicht (bis 73 kg)      | Gideon van Zyl       | Oussama Djeddi        | Mohamed Mohyeldin Hatim Tagrourti  |
| Halbmittelgewicht (bis 81 kg)  | Safouane Attaf       | Ali Hazem             | Abdelaziz Ben Ammar Yacine Ladour  |
| Mittelgewicht (bis 90 kg)      | Hatem Abd el Akher   | Abderrahmane Benamadi | Ahmed Lahmadi Imad Abdellaoui      |
| Halbschwergewicht (bis 100 kg) | Lyes Bouyacoub       | Ramadan Darwish       | Stéphane Ombiongno Mbagnick Ndiaye |
| Schwergewicht (über 100 kg)    | Faicel Jaballah      | Islam El-Shehaby      | Bilal Zouani Mehdi El Malki        |
| Offene Klasse                  | Faicel Jaballah      | Mohammed Tayeb        | Dieudonné Dolassem Mehdi El Malki  |

### Frauen
| Gewichtsklasse                 | Gold                      | Silber               | Bronze                                   |
| ------------------------------ | ------------------------- | -------------------- | ---------------------------------------- |
| Superleichtgewicht (bis 48 kg) | Taciana Lima              | Sabrina Saidi        | Priscilla Morand Asaramanitra Ratiarison |
| Halbleichtgewicht (bis 52 kg)  | Hela Ayari                | Christianne Legentil | Aya Khaled Meriem Moussa                 |
| Leichtgewicht (bis 57 kg)      | Ratiba Tariket            | Nesria Jelassi       | Paule Sitcheping Fatima Chakir           |
| Halbmittelgewicht (bis 63 kg)  | Imene Agouar              | Souad Bellakehal     | Rizlen Zouak Szandra Szögedi             |
| Mittelgewicht (bis 70 kg)      | Antónia Moreira de Fátima | Fabiola Ndanga Nana  | Assmaa Niang Nada Ibrahim                |
| Halbschwergewicht (bis 78 kg)  | Kaouthar Ouallal          | Sarah Myriam Mazouz  | Vanessa Mballa Sarra Mzougui             |
| Schwergewicht (über 78 kg)     | Nihel Cheikh Rouhou       | Sonia Asselah        | Sahar Trabelsi Christelle Okodombe       |
| Offene Klasse                  | Sonia Asselah             | Nihel Cheikh Rouhou  | Monica Sagna Nadine Wetie Diodjo         |

## Medaillenspiegel
| Platz | Nation        | Gold | Silber | Bronze | Gesamt |
| ----- | ------------- | ---- | ------ | ------ | ------ |
| 1.    | Algerien      | 5    | 6      | 6      | 17     |
| 2.    | Tunesien      | 5    | 3      | 4      | 12     |
| 3.    | Ägypten       | 2    | 3      | 3      | 8      |
| 4.    | Marokko       | 1    | 1      | 8      | 10     |
| 5.    | Angola        | 1    | 0      | 0      | 1      |
| 5.    | Guinea-Bissau | 1    | 0      | 0      | 1      |
| 5.    | Südafrika     | 1    | 0      | 0      | 1      |
| 8.    | Kamerun       | 0    | 1      | 6      | 7      |
| 9.    | Mauritius     | 0    | 1      | 1      | 2      |
| 10.   | Gabun         | 0    | 1      | 0      | 1      |
| 11.   | Senegal       | 0    | 0      | 2      | 2      |
| 12.   | Ghana         | 0    | 0      | 1      | 1      |
| 12.   | Madagaskar    | 0    | 0      | 1      | 1      |